# Astrotricha hamptonii
Astrotricha hamptonii là một loài thực vật có hoa trong Họ Cuồng. Loài này được F.Muell. mô tả khoa học đầu tiên năm 1868.